# Eliogabalo nell'eredità storica culturale
A causa dei suoi eccessi, nel tardo XIX secolo Eliogabalo divenne qualcosa di simile ad un eroe del Decadentismo, raffigurato in molte opere pittoriche e letterarie come l'incarnazione dell'esteta amorale; a questa visione si rifece anche Alessandro Manzoni, che citò Eliogabalo nel capitolo V dei suoi Promessi Sposi come simbolo di vita fastosa e dissoluta. Molte opere sono ispirate alla sua vita ed al suo carattere.

## Letteratura
- L'Agonie ("Agonia", 1889), romanzo dello scrittore francese Jean Lombard.
- The Sun God ("Il Dio Sole", 1904), romanzo dello scrittore inglese Arthur Westcott.
- De Berg van Licht ("La montagna di luce", 1905), romanzo dello scrittore olandese Louis Couperus.
- Algabal (1892–1919), raccolta di poesie del poeta tedesco Stefan George.
- The Amazing Emperor Heliogabalus ("Lo straordinario imperatore Eliogabalo", 1911), biografia del docente di Oxford John Stuart Hay.
- Héliogabale ou l'Anarchiste couronné ("Eliogabalo o l'anarchico coronato", 1934) del surrealista francese Antonin Artaud.
- Super Eliogabalo (1969), romanzo di Alberto Arbasino.
- Family Favourites ("Prediletti di famiglia", 1960), romanzo dello scrittore anglo-argentino Alfred Duggan.
- Boy Caesar ("Il cesare ragazzo", 2004), romanzo dello scrittore inglese Jeremy Reed.
- Percival Sharp, poesia di Edgar Lee Masters contenuta nella Spoon River Anthology.

## Pittura
- Il quadro Le rose di Eliogabalo (1888), del pittore anglo-olandese sir Lawrence Alma-Tadema.
- Il quadro Eliogabalo gran sacerdote del Sole (1886), del decadentista inglese Simeon Solomon.

## Musica
- Il libretto Eliogabalo di Aurelio Aureli fu messo in musica da Francesco Cavalli (1667), che scrisse un'opera in cui avevano parte almeno tre castrati, ma l'opera venne cancellata, forse per la sua licenziosità; Aureli scrisse allora un secondo libretto con lo stesso titolo, che venne messo in musica da Giovanni Antonio Boretti.
- L'opera L'Imperatore Eliogabalo (Heliogabalus imperator) (1972) del compositore tedesco Hans Werner Henze (1926- ).
- Il terzo album della rock band Devil Doll, Eliogabalus, è dedicato ad Eliogabalo.
- Esiste un complesso sperimentale rock francese chiamato Héliogabale ("Eliogabalo").
- L'opera rock L'Eliogabalo (1977) di Emilio Locurcio, e il relativo album a cui parteciparono Lucio Dalla, Claudio Lolli, Rosalino Cellamare e Teresa De Sio.
- Nel testo del Demo Tape Decline and Fall of the Roman Empire (1996), contenuto nel singolo Strani giorni come seconda traccia, Franco Battiato e Manlio Sgalambro citano Eliogabalo, l'imperatore che celebra pietanze invece di battaglie, confonde l'ordine delle stagioni e che fa ministri mimi e ballerini, definendolo dolce sole di Emesa e bolide solare.
- Un disco di John Zorn (con Mike Patton, Ikue Mori, Joey Baron, Trevor Dunn, Jamie Saft) è intitolato Six Litanies for Heliogabalus (2007).
- Il nono album in studio del cantante rock Marilyn Manson, intitolato The Pale Emperor, trae origine dalla figura dell'imperatore Eliogabalo.[1]

## Cinema
- Héliogabale (1909), film muto del regista francese André Calmettes.
- Héliogabale o L'Orgie romaine (1911), cortometraggio muto del regista francese Louis Feuillade.

## Teatro
- Heliogabalus (2006) di Fanny & Alexander.[2]

## Fumetti
- Being an Account of the Life and Death of the Emperor Heliogabolus (1991) è un fumetto scritto in 24 ore da Neil Gaiman.
- In Ranxerox di Tamburini - Liberatore, fumetto futuristico diventato famoso nelle pagine della rivista Frigidaire, Eliogabalo – che si veste da antico imperatore romano – è il nome di un ricco, crudele ed eccentrico avversario di Ranxerox.